# Symplocos pealii
Symplocos pealii är en tvåhjärtbladig växtart som beskrevs av George King och Atulananda Das. Symplocos pealii ingår i släktet Symplocos och familjen Symplocaceae. Inga underarter finns listade i Catalogue of Life.